# Pherotrichis leptogenia
Pherotrichis leptogenia là một loài thực vật có hoa trong họ La bố ma. Loài này được B.L. Rob. miêu tả khoa học đầu tiên năm 1894.